# Tachyrhynchus erosus
Tachyrhynchus erosus är en snäckart som först beskrevs av Couthouy 1838.  Tachyrhynchus erosus ingår i släktet Tachyrhynchus och familjen tornsnäckor. Inga underarter finns listade i Catalogue of Life.